# Tilia miqueliana
Tilia miqueliana är en malvaväxtart som beskrevs av Carl Maximowicz. Tilia miqueliana ingår i släktet lindar, och familjen malvaväxter. Inga underarter finns listade i Catalogue of Life.

## Bildgalleri

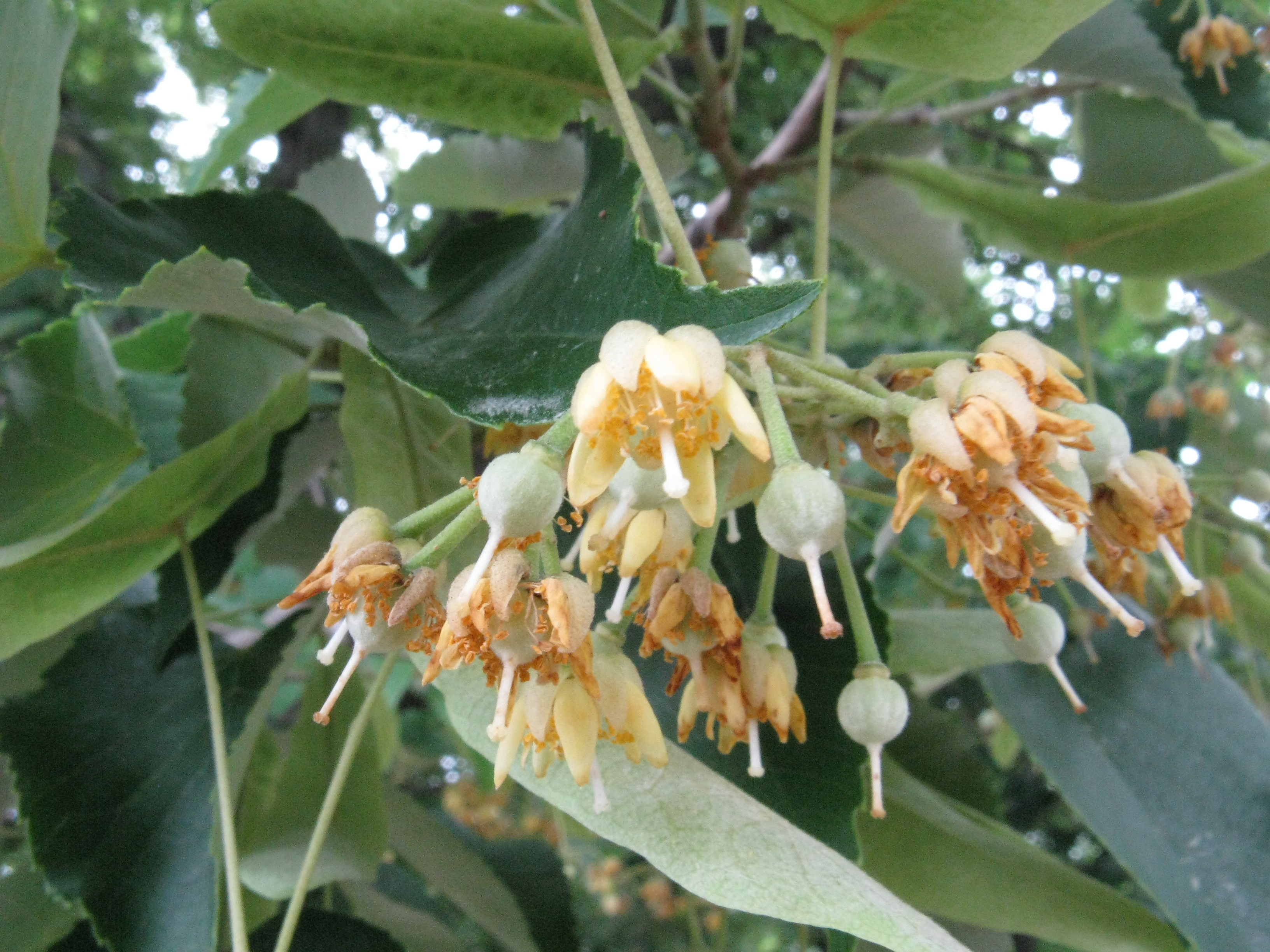